# Оскар Рохас (чилійський фуболіст)
Оскар Владімір Рохас (ісп. Óscar Vladimir Rojas, нар. 15 листопада 1958, Пурен) — чилійський футболіст, що грав на позиції захисника, зокрема за «Коло-Коло» та національну збірну Чилі.
Триразовий чемпіон Чилі. Триразовий володар Кубка Чилі. 

## Клубна кар'єра
У дорослому футболі дебютував 1978 року виступами за команду клубу «Депортес Консепсьйон», в якій провів три сезони, взявши участь у 88 матчах чемпіонату. 
Своєю грою за цю команду привернув увагу представників тренерського штабу клубу «Коло-Коло», до складу якого приєднався 1981 року. Відіграв за команду із Сантьяго наступні сім сезонів своєї ігрової кар'єри. Більшість часу, проведеного у складі «Коло-Коло», був основним гравцем захисту команди, допоміг їй виграти три чемпіонати Чилі і три розіграші Кубка країни.
Згодом з 1988 по 1989 рік грав за мексиканську «Пуеблу» та чилійський «Уніон Еспаньйола».
Завершував професійну кар'єру в Мексиці, де протягом 1990–1991 років грав за «Монаркас».

## Виступи за збірну
1982 року дебютував в офіційних матчах у складі національної збірної Чилі. Того ж року був учасником чемпіонату світу в Іспанії, де залишався запасним гравцем і на поле не виходив.
Загалом протягом кар'єри у національній команді, яка тривала 7 років, провів у формі головної команди країни 10 матчів, забивши 1 гол.

## Титули і досягнення
- Чемпіон Чилі (3):

«Коло-Коло»: 1981, 1983, 1986
- Володар Кубка Чилі (3):

«Коло-Коло»: 1981, 1982, 1985